# م
م（ミーム, ميم）はアラビア文字の24番目に位置する文字。両唇鼻音 /m/ を表す。

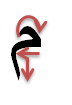
単独形の筆順

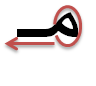
語頭形の筆順

フェニキア文字から受け継がれた文字の一つで、ヘブライ文字の מ、ギリシア文字の Μ、ラテン文字の M、キリル文字の М に対応する。元は水（ماء）の形であったといわれる。

## その他
- アラビア語の文法で、接頭辞として動詞に付けると「場所」あるいは「する者」を表す名詞に変えることができる。
  - 例：勉強する（دَرَسَ）→学校（マドラサ、مَدْرَسَة）、男性教師（مُدَرِّس）、女性教師（مُدَرِّسَة）
- ゲマトリアでは、40をあらわす。

## 符号位置
| 文字 | Unicode | JIS X 0213 | 文字参照        | 名称   |
| ---- | ------- | ---------- | --------------- | ------ |
| م    | U+0645  | ‐          | &#x645; &#1605; | ミーム |